# Араї Кодзо
Араї Кодзо (яп. 荒井 公三; нар. 24 жовтня 1950, Хіросіма) — японський футболіст, що грав на позиції півзахисника.

## Клубна кар'єра
Грав за команду Фурукава Електрік.

## Виступи за збірну
Дебютував 1970 року в офіційних матчах у складі національної збірної Японії. У формі головної команди країни зіграв 47 матчів.

## Статистика
Статистика виступів у національній збірній.
| Збірна Японії | Збірна Японії | Збірна Японії |
| Роки          | Ігри          | голи          |
| ------------- | ------------- | ------------- |
| 1970          | 6             | 0             |
| 1971          | 4             | 0             |
| 1972          | 8             | 2             |
| 1973          | 5             | 0             |
| 1974          | 5             | 1             |
| 1975          | 3             | 1             |
| 1976          | 15            | 0             |
| 1977          | 1             | 0             |
| Усього        | 47            | 0             |